# Mikosze
Mikosze (deutsch Mykossen, 1938 bis 1945 Arenswalde) ist ein Dorf in der polnischen Woiwodschaft Ermland-Masuren, das zur Gmina Orzysz (Stadt- und Landgemeinde Arys) im Powiat Piski (Kreis Johannisburg) gehört.

## Geographische Lage
Mikosze liegt am Nordufer des Scheimo-Sees (polnisch Jezioro Sajno) im Osten der Woiwodschaft Ermland-Masuren. Durch den Ort zieht sich das Arys-Fließ (polnisch Orzysza). Bis zur Kreisstadt Pisz (Johannisburg) sind es 21 Kilometer in südlicher Richtung.

## Geschichte
Das Dorf Mikusch wurde 1468 erstmals erwähnt. Vor 1785 Pansken genannt, änderte sich der Ortsname nach 1785 in Mikossen und bis 1938 in Mykossen.
Am 8. April 1874 wurde Mykossen Amtsdorf eines Amtsbezirks, der – 1938 in „Amtsbezirk Arenswalde“ umbenannt – bis 1945 bestand und zum Kreis Johannisburg im Regierungsbezirk Gumbinnen (ab 1905: Regierungsbezirk Allenstein) der preußischen Provinz Ostpreußen gehörte.
Im Jahre 1910 waren in Mykossen 354 Einwohner registriert, 1933 waren es bereits 420. 
Aufgrund der Bestimmungen des Versailler Vertrags stimmte die Bevölkerung im Abstimmungsgebiet Allenstein, zu dem Mykossen gehörte, am 11. Juli 1920 über die weitere staatliche Zugehörigkeit zu Ostpreußen (und damit zu Deutschland) oder den Anschluss an Polen ab. In Mykossen stimmten 240 Einwohner für den Verbleib bei Ostpreußen, auf Polen entfielen keine Stimmen.
Aus politisch-ideologischen Gründen der Abwehr fremdländisch klingender Ortsnamen wurde Mykossen am 3. Juni (amtlich bestätigt am 16. Juli) 1938 in „Arenswalde“ umbenannt. Die Einwohnerzahl verringerte sich bis 1939 auf 393.
Als im Jahre 1945 in Kriegsfolge das gesamte südliche Ostpreußen an Polen überstellt wurde, war Mykossen resp. Arenswalde mit davon betroffen. Das Dorf erhielt die polnische Namensform „Mikosze“ und ist heute Sitz eines Schulzenamtes (polnisch Sołectwo) und somit eine Ortschaft in der Stadt- und Landgemeinde Orzysz (Arys) im Powiat Piski (Kreis Johannisburg), bis 1998 der Woiwodschaft Suwałki, seither der Woiwodschaft Ermland-Masuren zugehörig.

## Religionen
Vor 1945 war Mykossen in die Evangelische Kirche Arys in der Kirchenprovinz Ostpreußen der Kirche der Altpreußischen Union sowie in die römisch-katholische Kirche Johannisburg (polnisch Pisz) im Bistum Ermland eingepfarrt. 
Heute gehört Mikosze katholischerseits zu Orzysz im Bistum Ełk der Römisch-katholischen Kirche in Polen. Die evangelischen Einwohner halten sich zur Kirche in Pisz (Johannisburg) in der Diözese Masuren der Evangelisch-Augsburgischen Kirche in Polen.

## Verkehr
Mikosze liegt an der verkehrstechnisch bedeutenden polnischen Landesstraße 16 (frühere deutsche Reichsstraße 127), die als Ost-West-Achse die drei Woiwodschaften Kujawien-Pommern, Ermland-Masuren und Podlachien miteinander verbindet. Orzysz ist die nächste Bahnstation und liegt an der – allerdings nicht mehr regulär befahrenen – Bahnstrecke Czerwonka–Ełk (deutsch Rothefließ–Lyck).